# ザンビア航空
ザンビア航空（Zambian Airways）は、ザンビアの航空会社。ルサカ国際空港をベースに国内線、国際線を2009年まで運航していた。

## 就航都市
- ザンビア
  - ルサカ (ルサカ国際空港)  ※ハブ空港
- コンゴ民主共和国
  - ルブンバシ (ルブンバシ国際空港)
- アンゴラ
  - ルアンダ (クアトロ・デ・フェベレイロ空港)
- 南アフリカ共和国
  - ヨハネスブルグ (ヨハネスブルグ国際空港)
- タンザニア
  - ダルエスサラーム (ダルエスサラーム国際空港)

## 保有機材

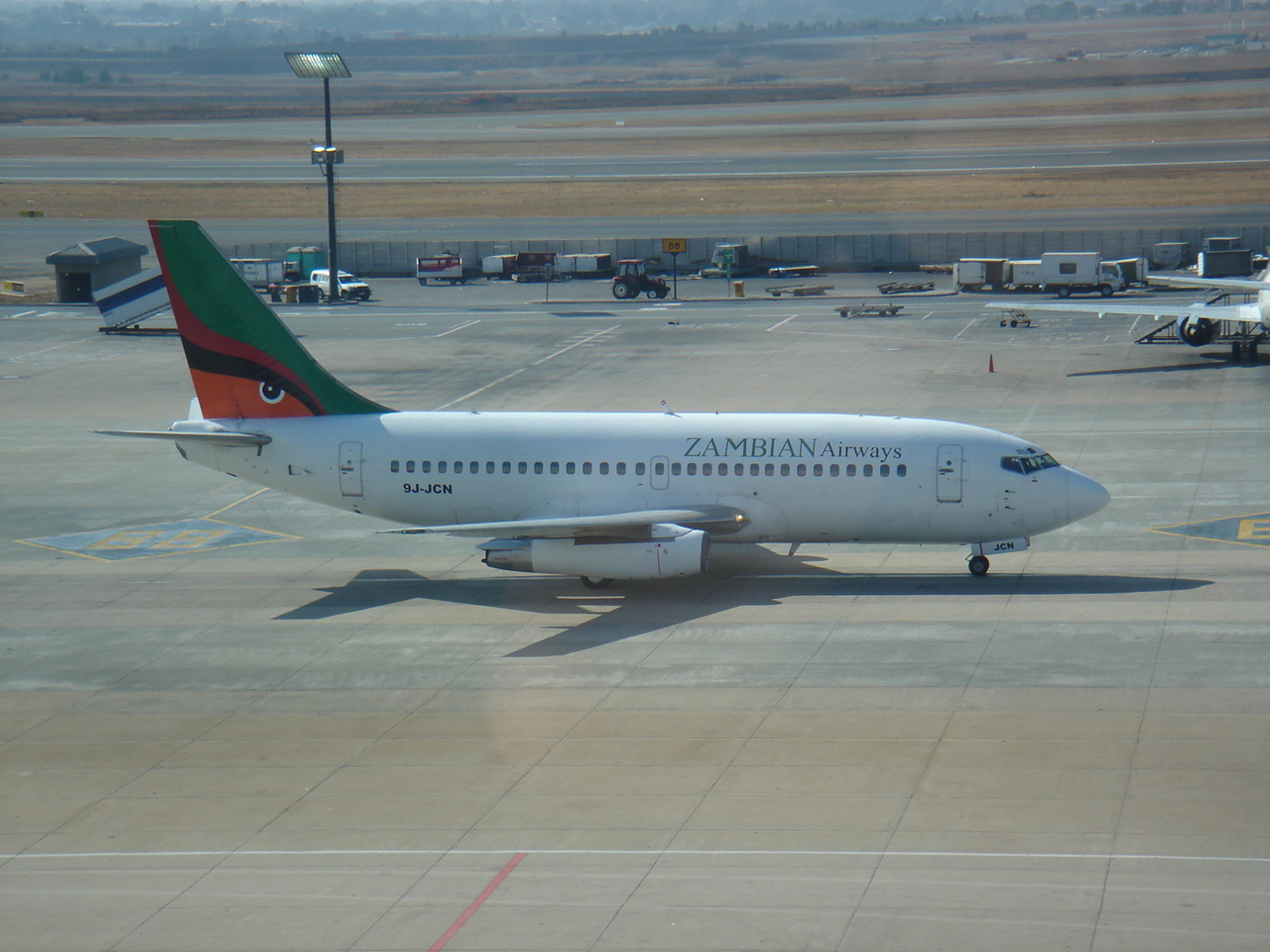
ザンビア航空 ボーイング 737-200

(2008年2月現在)